# Dendrophidion brunneum
Dendrophidion brunneum — вид змій родини полозових (Colubridae). Мешкає в Еквадорі і Перу.

## Поширення і екологія
Dendrophidion brunneum мешкають на тихоокеанських низовинах і на західних схилах Анд в Еквадорі і Перу. Вони живуть у первинних і вторинних вологих тропічних лісах та на узліссях. Зустрічаються на висоті до 1400 м над рівнем моря.